# فرد هوي (صحفي رياضي)
فرد هوي (بالإنجليزية: Fred Hoey) هو صحفي رياضي أمريكي، ولد في 1885، وتوفي في 17 نوفمبر 1949 بسبب اختناق.